# Диоген Синопски
 Тази статия е за древногръцкия философ.  За историка вижте Диоген Лаерций.  
Диоген Синопски, наречен Циника, е роден в град Синоп (в днешна Турция) през 412 г. пр.н.е. и е умрял през 323 г. пр.н.е. в Коринт. Според Диоген Лаертски датата на смъртта му съвпада със смъртта на Александър Македонски във Вавилон (според други източници денят на раждането му съвпада със смъртта на Сократ).

## Биография
Бащата на Диоген, Икей, сараф по професия, е бил затворен или изпратен в изгнание заради финансови престъпления и младият Диоген е бил принуден да сподели неговата съдба. Той отива в Атина заедно с прислужника си на име Маней, но скоро бива изоставен от него. С характерния си хумор Диоген заявява: „Ако Маней може да живее без Диоген, защо Диоген да не може без Маней?“.
Привлечен от аскетическите учения на Антистен, Диоген става негов ученик, и въпреки жестокостта, с която е посрещнат, скоро задминава своя учител по репутация и постижения. За разлика от другите жители на Атина той презирал светските удоволствия и смятал суетата и желанието за изкачване в социалната йерархия за празни усилия.
Историите, разказвани за Диоген, много точно илюстрират характера му. Той привиквал с резките промени на времето като живеел в делва, принадлежаща на храма на Кибела и разбил единствената си чаша, когато видял едно момче да пие от шепите си. Друг любопитен момент настъпил, когато атиняни го запитали как да се отърсят от изкушенията на плътта. Диоген просто започнал да мастурбира, а когато го порицали за това, той отвърнал: „Ех, ако можех да задоволя и глада си като си търкам корема...“. Веднъж пък, когато стрелец се упражнявал да използва лъка си и все не успявал да уцели мишената, Диоген застанал пред мишената, понеже там било „най-безопасното място“. Друг път, когато един младеж, син на проститутка, хвърлял камъни по насъбрала се тълпа, Диоген го предупредил: „Внимавай да не уцелиш баща си“.
Друга негова странност била обикалянето на агората посред бял ден с факла в ръка и на питанията на съгражданите си какво прави той отговорил: „Търся един нормален човек“.
По време на пътуване до Егина Диоген бил заловен от пирати и продаден като роб на остров Крит на заможен търговец на име Зенадий. Когато го попитали какъв занаят умее, философът отговорил „Единственото нещо, което мога да правя, е да уча хората, и искам да бъда продаден на човек, който има нужда от господар.“ Диоген изживял остатъка от живота си като наставник на двамата синове на Зенадий.
Една от най-популярните истории за него е срещата му с Александър Македонски. Когато великият пълководец се спрял пред философа и го попитал дали може да му услужи, Диоген отвърнал: „Би ли се дръпнал, че ми закриваш слънцето?“. Тогава Александър Македонски възкликнал: „Ако не бях Александър, бих искал да съм Диоген“, на което Диоген отвърнал: „Ако не бях Диоген, и аз щях да искам да съм Диоген“.
Друга легенда гласи, че Александър заварил Диоген на централния площад да се рови в купчина човешки кости. Когато го попитал какво прави, Диоген отвърнал: „Търся костите на баща ти, но не мога да ги различа от тези на роба“.
Когато Платон описал човека като двуного без пера, Диоген оскубал перушината на един петел и го завел в школата му. След този инцидент Платон се видял принуден да добави определението „и с плоски нокти“.
По случай смъртта на Диоген жителите на Коринт му издигнали паметник, който представлявал мраморно куче, символ, който киниците по този повод си избрали (от κύων – „куче“).

## Идеи
Няма запазени писмени източници за живота и идеите на Диоген, защото няколкото книги, написани от него, са били изгубени през вековете. Единствените ни познания за философа се коренят най-вече в анекдотите, описващи неговия характер.
За Диоген щастието се крие в независимостта – по-точно в тоталната независимост. Той постига това като се стреми да разчита в минимална степен на околните обстоятелства – спи под открито небе при най-лошото време и яде каквото успее да намери. От друга страна, той не е против физическите удоволствия (случаят с мастурбирането): когато го обвинили, че излиза от един публичен дом, той отговорил, че трябва по-скоро да го обвиняват, че е влязъл там. Освен това много обичал да се грее на слънце (както го заварил Александър Македонски според легендата).
Според Диоген всички изкуствени „предимства“ на цивилизацията са несъвместими с щастието и моралът възпира завръщането към природната простота. Аскетизмът му е бил толкова голям, че философите от стоическата школа го обявяват за “sophos", перфектният човек. Според неговите думи, „хората са усложнили всички елементарни божи дарове“.
Диоген е първият човек, заявил „Аз съм гражданин на света (cosmos)“, създавайки по този начин понятието космополитизъм.